# Arthroleptidae
Arthroleptidae (Mivart, 1869) è una famiglia di anfibi Anuri.

## Distribuzione e habitat
Le specie di questo genere si possono trovare nell'Africa subsahariana.

## Tassonomia
La famiglia comprende 150 specie raggruppate in sette generi compresi in tre sottofamiglie:
- Sottofamiglia Arthroleptinae Mivart, 1869 (66 sp.)
  - Arthroleptis Smith, 1849 (48 sp.)
  - Cardioglossa Boulenger, 1900 (18 sp.)

- Sottofamiglia Astylosterninae Noble, 1927 (30 sp.)
  - Astylosternus Werner, 1898 (13 sp.)
  - Leptodactylodon Andersson, 1903 (15 sp.)
  - Nyctibates Boulenger, 1904 (1 sp.)
  - Scotobleps Boulenger, 1900 (1 sp.)

- Sottofamiglia Leptopelinae Laurent, 1972 (54 sp.)
  - Leptopelis Günther, 1859 (54 sp.)